# Patrimoni dell'umanità della Cambogia
I patrimoni dell'umanità della Cambogia sono i siti dichiarati dall'UNESCO come patrimonio dell'umanità in Cambogia, che è divenuta parte contraente della Convenzione sul patrimonio dell'umanità il 28 novembre 1991.
Al 2025 i siti iscritti nella Lista dei patrimoni dell'umanità sono cinque, mentre sei sono le candidature per nuove iscrizioni. Il primo sito iscritto nella lista è stato Angkor nel 1992, durante la sedicesima sessione del comitato del patrimonio mondiale. Nel 2008, nella trentaduesima sessione, il Tempio di Preah Vihear è divenuto il secondo sito cambogiano riconosciuto dall'UNESCO. Il terzo patrimonio è costituito dalla zona dei templi di Sambor Prei Kuk, sito archeologico dell'antica Ishanapura, inclusa nella lista nel 2017 dalla quarantunesima sessione del comitato. Koh Ker: sito archeologico dell'antica Lingapura o Chok Gargyar è divenuto il quarto sito cambogiano nel 2023 durante la quarantacinquesima sessione del comitato, mentre due anni dopo il patrimonio seriale Siti memoriali cambogiani: da centri di repressione a luoghi di pace e riflessione è stato aggiunto come quinto. Tutti i siti sono considerati culturali, secondo i criteri di selezione.

## Siti del Patrimonio mondiale
| Foto | Sito                                                                               | Luogo                | Tipo                            | Anno | Descrizione |
| ---- | ---------------------------------------------------------------------------------- | -------------------- | ------------------------------- | ---- | --- |
|      | Angkor                                                                             | Siem Reap            | Culturale (668; i, ii, iii, iv) | 1992 | Angkor è uno dei siti archeologici più importanti del sud-est asiatico. Esteso su circa 400 km², compresa l'area boschiva, il Parco archeologico di Angkor contiene i magnifici resti delle diverse capitali dell'Impero Khmer, dal IX al XV secolo. Includono il famoso Tempio di Angkor Wat e, ad Angkor Thom, il Tempio Bayon con le sue innumerevoli decorazioni scultoree. L'UNESCO ha messo a punto un ampio programma per salvaguardare questo luogo simbolico e i suoi dintorni. |
|      | Tempio di Preah Vihear                                                             | Kantuot              | Culturale (1224; i)             | 2008 | Situato ai margini di un altopiano che domina la pianura della Cambogia, il Tempio di Preah Vihear è dedicato a Shiva. Il Tempio è composto da una serie di santuari collegati da un sistema di pavimenti e scale su un asse lungo 800 metri e risale alla prima metà dell'XI secolo d.C. Tuttavia, la sua complessa storia può essere fatta risalire al IX secolo, quando fu fondato l'eremo. Questo sito è particolarmente ben conservato, soprattutto grazie alla sua posizione remota. Il sito è eccezionale per la qualità della sua architettura, che si adatta all'ambiente naturale e alla funzione religiosa del tempio, nonché per l'eccezionale qualità dei suoi ornamenti in pietra scolpita.                                                                        |
|      | Zona dei templi di Sambor Prei Kuk, sito archeologico dell'antica Ishanapura       | Sambor               | Culturale (1532; ii, iii, vi)   | 2017 | Il sito archeologico di Sambor Prei Kuk, “il tempio nella ricchezza della foresta” in lingua khmer, è stato identificato come Ishanapura, la capitale dell'Impero di Chenla che fiorì tra la fine del VI e l'inizio del VII secolo d.C. La proprietà comprende più di cento templi, dieci dei quali ottagonali, esemplari unici del loro genere nel sud-est asiatico. Gli elementi decorati in arenaria nel sito sono caratteristici dell'idioma decorativo pre-Angkor, noto come "stile di Sambor Prei Kuk". Alcuni di questi elementi, tra cui architravi, frontoni e colonnati, sono dei veri capolavori. L'arte e l'architettura sviluppate qui sono diventate modelli per altre parti della regione e hanno gettato le basi per lo stile unico Khmer del periodo di Angkor. |
|      | Koh Ker: sito archeologico dell'antica Lingapura o Chok Gargyar                    | Srayang              | Culturale (1667; ii, iv)        | 2023 | Il sito archeologico di Koh Ker è un insieme urbano sacro di numerosi templi e santuari con sculture, iscrizioni, pitture murali e resti archeologici. Costruita in un periodo di ventitré anni, fu una delle due capitali rivali dell'Impero Khmer - l'altra era Angkor - e fu l'unica capitale dal 928 al 944 d.C. Fondata dal re Jayavarman IV, si credeva che la sua città sacra fosse stata costruita sulla base degli antichi concetti religiosi indiani dell'universo. La nuova città ha dimostrato un'urbanistica, un'espressione artistica e una tecnologia costruttiva non convenzionali, in particolare per l'uso di enormi blocchi di pietra monolitici. |
|      | Siti memoriali cambogiani: da centri di repressione a luoghi di pace e riflessione | Kbal Tek, Phnom Penh | Culturale (1748; vi)            | 2025 | Il sito è composto da tre luoghi che riflettono le violazioni dei diritti umani perpetrate dal regime dei Khmer Rossi in Cambogia dal 1971 al 1979. Le tre parti che la compongono rappresentano la violenza diffusa di quel periodo: l'ex-prigione M-13 (inizio della repressione), il Museo del genocidio di Tuol Sleng (ex-prigione S-21) e il Centro del genocidio di Choeung Ek (ex-luogo di esecuzione della S-21). Questi luoghi sono stati preservati e commemorati dalla caduta del regime. Il Museo di Tuol Sleng conserva vasti archivi e collezioni relativi a quel periodo, documentati principalmente dalle Camere Straordinarie presso il Tribunale della Cambogia (ECCC).                                                                                        |

## Siti candidati
| Foto | Sito                                                          | Luogo                  | Tipo                          | Anno       | Descrizione |
| ---- | ------------------------------------------------------------- | ---------------------- | ----------------------------- | ---------- | --- |
|      | Sito di Angkor Borei e Phnom Da                               | Angkor Borei           | Culturale (6455; i, ii, iv)   | 27/03/2020 | Angkor Borei è un importante centro di una delle prime comunità complesse del sud-est asiatico. Fu un importante centro politico e la fondazione della civiltà Khmer iniziata tra il 500 a.C. fino alla fine del VI sec. Angkor Borei è uno dei più importanti siti archeologici della Cambogia: fu la capitale di Funan e la prima capitale Khmer che si sviluppò e divenne quasi un modello per lo sviluppo delle città del periodo successivo. Phnom Da è il nome del monte a sud della città di Angkor Borei; attualmente su questo monte rimangono ancora due templi e diverse grotte che sono state trovate intorno alla sua base. |
|      | Complesso archeologico di Banteay Chhmar                      | Banteay Chhmar         | Culturale (6456; ii, iii, iv) | 27/03/2020 | Il tempio di Banteay Chhmar è un complesso unico del periodo angkoriano di stile strutturale con i relativi sistemi di controllo dell'acqua e del baray, riflette aspetti eccezionali di architettura, ingegneria, arte, artigianato qualificato, costruzione in pietra, irrigazione, governo e teologia, gestione del paesaggio, insediamento umano e uso del suolo. Tuttavia, una caratteristica speciale del tempio di Banteay Chhmar è che nel baray nel mezzo dell'isola è stato eretto un santuario di arenaria, circondato da un doppio fossato. Nell'età dell'oro, l'acqua era vitale per la sussistenza della civiltà di Angkor, e a Banteay Chhmar solo il monte Dangrek fungeva da serbatoio. |
|      | Tempio di Beng Mealea                                         | Boeng Mealea           | Culturale (6457; ii, iv)      | 27/03/2020 | Beng Mealea è un tempio imponente costruito durante il regno del re Suryavarman II, XII secolo d.C., e modificato da Jayavarman VII. Si trova lungo la Strada Reale a est di Angkor, che conduce dalla parte orientale della montagna Bakheng. L'elemento architettonico principale è l'arenaria, prelevata dalle vicine cave. Il tempio fu costruito su una pianta piana in un complesso di 14 ettari, ed è costituito da un santuario centrale, circondato da tre gallerie e collegato da gallerie cruciformi. È circondato da un fossato di 1200 m di lunghezza e 900 m di larghezza, simbolo di un oceano cosmico che circonda il Monte Meru, residenza di tutti gli dei. Ci sono quattro strutture più piccole, precedentemente chiamate "biblioteche"; due sono nel recinto interno e le altre due sono nel recinto esterno. |
|      | Antica città di Oudong                                        | Psadek                 | Culturale (6459; ii, iv)      | 27/03/2020 | La città di Oudong fiorì dall'inizio del XVII secolo alla metà del XIX secolo d.C. in un sito che era stato importante nei primi periodi di Lovek, il cui re Ang Chand stabilì molti edifici religiosi sul monte e nell'area vicina a Oudong. La costruzione di un'immagine del Buddha che raggiunge il Nirvana sulla vetta inferiore della montagna ne è un esempio. Inoltre, ha costruito molte pagode e vihara buddisti, come il Vihara di Vat Tep Pranam. |
|      | Phnom Kulen: sito archeologico/antico sito di Mahendraparvata | Provincia di Siem Reap | Culturale (6460; ii, iv, v)   | 27/03/2020 | Il Phnom Kulen è presentato come un'estensione del sito di Angkor. Sono tre i principali valori universali eccezionali di Mahendraparvata/Phnom Kulen, anzitutto una città unica, quindi un patrimonio culturale vivente e infine la fonte di arenaria per la costruzione dei templi di Angkor (sito delle cave). |
|      | Antico complesso di Preah Khan Kompong Svay                   | Sangkum Thmei          | Culturale (6462; ii)          | 27/03/2020 | Preah Khan Kompong Svay è un grande complesso di templi Khmer ben noto per tre motivi: in primo luogo era un tempio del Buddismo Mahayana legato al concetto di terra pura, in secondo luogo serviva come una delle stazioni di passaggio almeno dal XII secolo sull'antica rete stradale reale che parte da Angkor Thom in direzione est, e in terzo luogo è stato un centro industriale relativo alle attività di estrazione, fusione e produzione del ferro nella regione. |